# Аплит
Апли́т (др.-греч. haploos — простой) — мелкозернистая магматическая горная порода.
Относится к нескольким породам:
1. жильная лейкократовая порода гранитного состава с характерной сахаровидной (аллотриоморфной) структурой. Разновидности: аплит амфиболовый, биотитовый и другие (по цветному минералу).
2. групповое название для любых лейкократовых мелкозернистых (до афанитовых) дайковых пород панидиоморфной или гранулитовой структуры.